# Auftauchen (Film)
Auftauchen ist ein deutsches Filmdrama der Regisseurin Felicitas Korn aus dem Jahr 2006. Der Handlungsstrang thematisiert die Liebesbeziehung eines jungen Paares. Stilistisch prägen Portraitaufnahmen den Film. Vielfältig sind verlangsamte Szenen integriert, die zudem teilweise in schneller Schnittfolge präsentiert werden (insbesondere bei den Tanzszenen), wodurch emotionale Aspekte betont werden. Der Film enthält freizügige erotische Darstellungen, ohne jedoch pornografisch zu sein.

## Handlung
Nadja ist eine junge, lebenshungrige Frau, die tagsüber ihrem Studium und ihrem Job als Fotografin nachgeht und nachts in den Clubs tanzt. Dort lernt sie Darius kennen, einen sechs Jahre jüngeren Zivildienstleistenden. Die beiden Protagonisten verlieben sich und durchleben zunächst eine unbeschwerte Zeit.
Kontrastierend dazu werden Nadjas verbitterte Mutter und Nike, eine Jugendliche, die fast regungslos auf einer Mauer sitzt und von Nadja fotografiert wird, inszeniert.
Darius fühlt sich zunehmend eingeengt. Nadja wird schwanger, treibt jedoch ab. Im Anschluss daran verliert sie ihren Job als Fotografin und zeitweilig ihren Studienplatz. Von Darius zurückgewiesen, sucht Nadja Kontakt zu einem ehemaligen Freund und geht schließlich eine flüchtige Affäre mit dem Barkeeper eines Clubs ein. Sie ist an einem Tiefpunkt angelangt. Gegen Ende des Filmes nimmt sie ihr Studium wieder auf. Darius sucht ihre Nähe, doch die beiden haben sich entfremdet. In der letzten Szene des Filmes liegt Nadja mit Tränen in den Augen auf ihrem Bett.

## Kritik
Der Spiegel kommentiert: „Die radikal-naturalistische Kameraarbeit macht weder vor exzessiven Liebesakten noch vor Erbrochenem oder einem abgetriebenen Fötus halt.“
Die Deutsche Film- und Medienbewertung (FBW) vergab das Filmprädikat wertvoll und lobt: „Der dokumentarisch geprägte Debütfilm ist vor allem auch die Sternstunde einer jungen, exzessiven und mutigen Schauspielerin: Henriette Heinze als Nadja.“
Das Internetportal prisma.de kritisiert: Der Film „geizt […] nicht mit freizügigen Sex-Szenen (Sex im Freien, Sex von hinten, Sex im Wasser usw.), die jedoch allzu aufgesetzt wirken und auf Dauer nur noch ermüden.“

## Auszeichnung
Regisseurin Felicitas Korn wurde beim Brooklyn International Film Festival im Jahr 2007 mit dem Nachwuchspreis Beste Regie ausgezeichnet.